# S-Air
S-Air is een Russische luchtvaartmaatschappij met haar thuisbasis in Moskou.

## Geschiedenis
S-Air is opgericht in 2004 gebruikmakend van gelden van Antex-Pollux.

## Vloot
De vloot van S-Air bestaat uit:(nov.2006)
- 3 Tupolev TU-134A
- 1 Tupolev TU-134B
- 2 Yakolev Yak-42D